# ريتشارد دبليو. ليوبولد
ريتشارد دبليو. ليوبولد (بالإنجليزية: Richard W. Leopold)‏ هو ضابط ومؤرخ أمريكي، ولد في 6 يناير 1912 في نيويورك في الولايات المتحدة، وتوفي في 23 نوفمبر 2006.
التحق بمدرسة فرانكلين قبل أن ينتقل سنة 1926 لأكاديمية فيليبس إكستر، حيث تخرج سنة 1929، ثم التحق بجامعة برينستون حيث تخرج سنة 1933.
بعد ذلك، أكمل ريتشارد دراسته بجامعة هارفرد، حيث تحصل على شهادتي الماستر سنة 1934 و الدكتوراه سنة 1938 بأطروحة عنوانها : روبرت دايل أوين : سيرة ذاتية.
شغل ريتشارد  منصب رئيس منظمة المؤرخين الأمريكيين سنتي 1976 و 1977 و سميت على اسمه جائزة ريتشارد ليوبولد و التي تمنح لأفضل كتاب كتبه مؤرخ مرتبط بالحكومة الفيدرالية، الولائية أو البلدية.